# Maria Pierina de Micheli
Maria Pierina de Micheli (właśc. Giuseppa de Micheli; imię zakonne: Maria Pierina; ur. 11 września 1890 w Mediolanie, zm. 26 lipca 1945 w Centonarze) – włoska zakonnica, wizjonerka, propagatorka nabożeństwa do Najświętszego Oblicza Chrystusa oraz błogosławiona Kościoła katolickiego.

## Życiorys
Giuseppa urodziła się w religijnej rodzinie wielodzietnej. Była najmłodszą z całego rodzeństwa, które również wybrało drogę życia konsekrowanego. Jej starszy brat został księdzem, a trzy siostry zakonnicami. Gdy miała dwa lata zmarł jej ojciec.

### Powołanie zakonne
Podczas obłóczyn jej siostry Marii, która została urszulanką w 1908, idąc za głosem powołania 15 października wstąpiła do Zgromadzenia Córek Niepokalanego Poczęcia z Buenos Aires w Mediolanie, gdzie została przyjęta przez założycielkę zgromadzenia Służebnicę Bożą Eufrazję Jaconis. 16 maja 1914 przywdziała niebieski habit, obierając imię zakonne Maria Pierina, po czym w rok później złożyła śluby zakonne. W 1919 wyjechała do Argentyny, gdzie w 1921 w domu macierzystym w Buenos Aires złożyła śluby wieczyste. Była czcicielką adoracji Męki Pańskiej, a szczególnie Oblicza Chrystusa. 5 listopada 1921 powróciła do Włoch, zostając w 1928 przełożoną klasztoru w Mediolanie.
We wrześniu 1939 została przełożoną nowego domu zgromadzenia na Awentynie, Instytutu Ducha Świętego w Rzymie. W 1940 spotkała o. Ildebrando Gregoriego, który został jej kierownikiem duchowym. 7 czerwca 1945 wyjechała z Mediolanu do Rzymu. 9 lipca 1945 zachorowała na tyfus. Zmarła w Centonara d'Artò koło Novary 26 lipca 1945. Od 1970 jej doczesne szczątki spoczywają w krypcie Instytutu Ducha Świętego w Rzymie.  

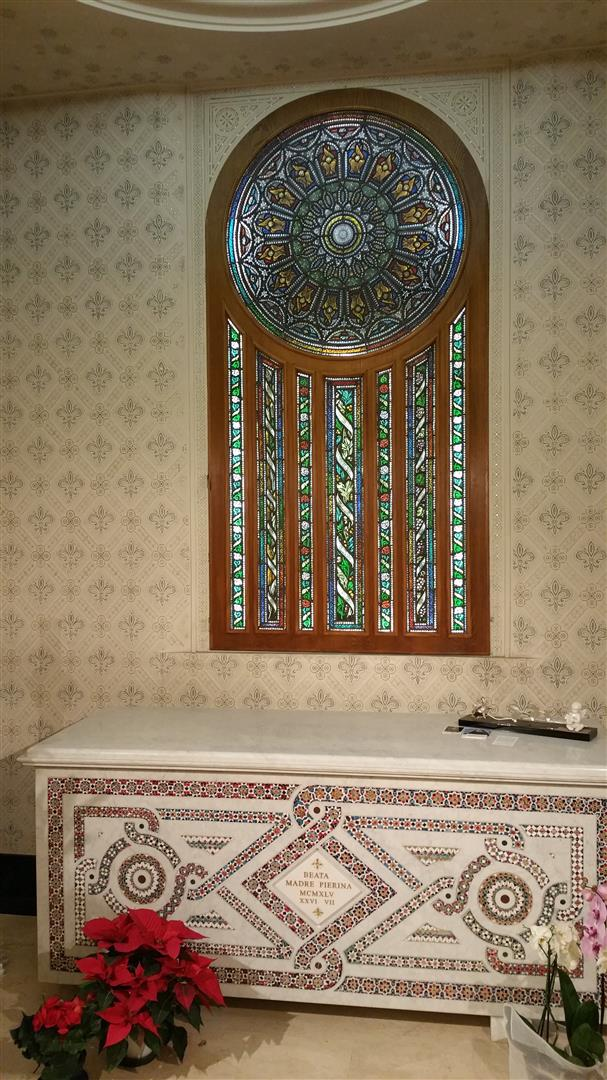
Sarkofag Marii Pieriny de Micheli w krypcie Instytutu Ducha Świętego w Rzymie.

## Objawienia dotyczące kultu Najświętszego Oblicza Chrystusa
Maria Pierina de Micheli prowadziła dziennik duchowy w którym zapisywała swoje objawienia dotyczących kultu Najświętszego Oblicza Chrystusa. Miała je doznawać od 1936. Pierwsze miało miejsce w pierwszy piątek Wielkiego postu w 1936, podczas nocnej adoracji, usłyszała głos Chrystusa:

Chcę, ażeby moje Oblicze, na którym odbijają się najgłębsze cierpienia mojej duszy, ból i miłość mojego Serca, były bardziej czczone. Kto mnie kontempluje, pociesza mnie.

W tym okresie doznawała kolejnych objawień. 31 maja 1938 ukazała się jej Matka Boża, trzymająca w dłoniach szkaplerz zrobiony z dwóch kawałków białej tkaniny złączonych sznurkiem. Na jednym z nich znajdowało się Oblicze Jezusa oraz napis (łac. Illumina, Domine, vultum tuum super nos), na drugim zaś widniała promieniująca hostia z napisem (łac. Mane nobiscum, Domine) oraz usłyszała od niej następującą prośbę:

Słuchaj uważnie i przekaż Ojcu: ten szkaplerz to tarcza obrony, zbroja męstwa i zadatek miłosierdzia, który Jezus chce dać światu w obecnych czasach zmysłowości i nienawiści wobec Boga i Kościoła. Rozciągnięte są szatańskie sieci, by wyrwać wiarę z serc ludzkich. Zło się rozszerza. Niewielu jest prawdziwych apostołów. Potrzeba Boskiej pomocy, którą jest Święte Oblicze Jezusa! Ci wszyscy, którzy będą nosić ten szkaplerz i, w miarę możliwości, każdego wtorku nawiedzą Najświętszy Sakrament, wynagradzając zniewagi wyrządzone Najświętszemu Obliczu mojego Syna Jezusa podczas Jego męki, i które otrzymuje każdego dnia w czasie sprawowania Sakramentu Eucharystii, będą umocnieni w wierze, zdolni do jej obrony i pokonania wszelkich trudności wewnętrznych i zewnętrznych. Więcej, otrzymają łaskę spokojnej śmierci pod pełnym miłości wejrzeniem mojego Boskiego Syna.

Kierownik duchowy zachęcił ją do rozszerzania kultu Jezusowego Oblicza. W domowej kaplicy umieszczono reprodukcję obrazu Świętego Oblicza według Całunu Turyńskiego sfotografowanego przez papieskiego fotografa Giovanniego Brunera z Trento. Obraz ten został podarowany przez arcybiskupa Mediolanu kard. Alfreda Ildefonsa Schustera OSB, szczególnego czciciela Świętego Oblicza. W kilka dni później w kolejnym objawieniu Maryja poleciła jej, aby doprowadziła do wybicia medalika.

## Proces beatyfikacyjny
Z inicjatywy Zgromadzenia Córek Niepokalanego Poczęcia we Włoszech podjęto próbę wyniesienia jej na ołtarze. 12 lutego 1962 został rozpoczęty proces informacyjny w archidiecezji mediolańskiej, który zakończył się 12 grudnia 1968. W międzyczasie w okresie od 20 maja 1965 do 17 lutego 1968 toczył się proces rogatoryjny w wikariacie rzymskim. Następnie Stolica Apostolska 20 marca 1992 wydała dekret o ważności procesu informacyjnego i rogatoryjnego. Na postulatora generalnego został wyznaczony początkowo o. Germano Cerafogli, a po jego śmierci Andreo Ambrosi. W 1993 złożono tzw. Positio wymagane w dalszym postępowaniu beatyfikacyjnym.
17 grudnia 2007 papież Benedykt XVI promulgował dekret o heroiczności jej cnót. Odtąd przysługiwał jej tytuł Czcigodnej Służebnicy Bożej. 3 kwietnia 2009 papież Benedykt XVI promulgował dekret o cudzie wymaganym do jej beatyfikacji, po czym 30 maja 2010 w bazylice Matki Bożej Większej w Rzymie odbyła się jej beatyfikacja z udziałem prefekta Kongregacji Spraw Kanonizacyjnych, kard. Angela Amato.
Jej wspomnienie liturgiczne (dies natalis) obchodzone jest 26 lipca.